# Borowiecko
Borowiecko – wieś w Polsce, położona w województwie łódzkim, w powiecie radomszczańskim, w gminie Dobryszyce.
| SIMC    | Nazwa | Rodzaj    |
| ------- | ----- | --------- |
| 0538030 | Żarki | część wsi |

W latach 1975–1998 miejscowość administracyjnie należała do województwa piotrkowskiego.